# Peter Kemenater
Peter Johann Kemenater (* 12. Juni 1783 in Schabs, Grafschaft Tirol; † 29. April 1829 ebenda) war ein Tiroler Freiheitskämpfer, Gastwirt und Bauer.

## Leben
Peter Johann Kemenater wurde am 12. Juni 1783 als Sohn des Gastwirts Peter Kemenater, Besitzer des Gasthauses zum goldenen Stern (Haus Nr. 23), geboren. Mit 17 Jahren übernahm er das elterliche Anwesen, er war Gastwirt und Bauer. Kemenater wird als „junger, schlanker, blühend schöner Mann von 26 Jahren, trefflichen Blickes, ausgezeichneter Tapferkeit, sehr vermögend“ geschildert.

### Frühes Engagement
Kemenater engagierte sich früh in der militärischen Organisation seiner Region. Er war beteiligt an der Ausbildung der Schützen der Oberpfarrlinger Kompanie, die in den Dörfern Schabs, Natz, Elvas, Kranebitt, Raas, Viums und Aicha beheimatet waren.

### Tiroler Freiheitskämpfe
Als Andreas Hofer 1809 den Tiroler Landsturm aufrief, stellte Kemenater eine vollständig ausgebildete Sturmkompanie und nahm an mehreren Schlüsselereignissen teil, einschließlich der Einnahme der Mühlbacher Klause und den drei Bergiselschlachten.

### Gefangenschaft und Rückkehr
Nach einer kurzen französischen Gefangenschaft im Jahr 1809, aus der er dank der Intervention von Anton von Gasteiger entlassen wurde, kehrte Kemenater nach Schabs zurück und heiratete Maria Oberhammer. 1813, während der französischen Durchzüge durch Tirol, verteidigte er erneut sein Land, wobei sein Gasthaus niedergebrannt wurde.

### Späte Jahre
Peter Kemenater setzte sein Engagement für Tirol fort, auch nachdem die Region wieder an Österreich gefallen war. Er genoss hohes Ansehen, auch am Wiener Hof. Seine Gesundheit litt jedoch unter den Strapazen, und er starb am 29. April 1829 in Schabs an Tuberkulose.